# Jewish Women International
Jewish Women International (JWI), är en judisk kvinnoförening i USA, grundad 1897.
Den verkar för flickors och kvinnors välfärd i samarbete med B'nai B'rith. 